# Anne Kuhmunen
Anne Madeleine Kristin Kuhmunen, tidigare Kuhmunen Utsi, född 7 mars 1986 i Arjeplogs församling, Norrbottens län, är en samisk politiker.

## Biografi
Anne Kuhmunen föddes 1986 i Arjeplogs församling. Hon blev 2013 ledamot av Sametinget för Guovssonásti. Kuhmunen var under den tiden även ledamot av Sametingets språknämnd.<